# GLG Grand
Pour les articles homonymes, voir GLG.
Le GLG Grand est un gratte-ciel de style post-moderne de 186 mètres de hauteur construit à Atlanta en 1992 et conçu par l'agence Rabun Hogan Ota & Rasche Inc.
Les 30 premiers étages de l'immeuble abritent un hôtel de la chaine Four Seasons de 244 chambres. Les étages supérieurs abrite des logements (condominium), les résidents ayant un accès complet aux services de l'hôtel.
GLG sont les initiales du promoteur de l'immeuble, le suédois G. Lars Gullstedt.
En 1995, l'immeuble est vendu à Mahmood Khimji, un investisseur de Dallas d'origine indienne.